# Gilbert Dussier
Gilbert Dussier (Oïcha-Beri, 23 dicembre 1949 – 3 gennaio 1979) è stato un calciatore lussemburghese, di ruolo attaccante.

## Biografia
Morì a causa di un'improvvisa leucemia.

## Carriera

### Club
Giocò quasi tutta la sua carriera in Francia, ma ebbe anche delle esperienze in Germania.
Dussier iniziò la sua carriera nel Red Boys Differdange, dove giocò dal 1967 al 1973, contribuendo alla vittoria della Coppa del Lussemburgo nel 1972. Successivamente, nella stagione 1973-1974, militò nel Jeunesse Esch.
Nel 1974 si trasferì in Germania al SV Röchling Völklingen, club della neonata 2. Bundesliga Süd. In quella stagione disputò 27 partite e segnò 17 gol, contribuendo significativamente alla salvezza della squadra.
Nel 1975 passò al AS Nancy Lorraine in Francia, dove rimase fino al 1977. Con Nancy collezionò 52 presenze e 18 reti in Division 1.
Nel 1977 si unì al Lille OSC, dove giocò 17 partite e segnò 9 gol nella stagione 1977-1978.
Nel 1978 si trasferì in Belgio al Thor Waterschei, ma la sua carriera fu interrotta prematuramente a causa della sua scomparsa nel gennaio 1979.

### Nazionale
Dussier debuttò con la Nazionale di calcio del Lussemburgo il 24 febbraio 1971 in una partita di qualificazione al Campionato europeo 1972 contro i Paesi Bassi. Nel corso della sua carriera internazionale, collezionò 39 presenze e segnò 9 gol fino al 1978.